# 14 ianuarie
ianuarie • februarie • martie  • aprilie  • mai  • iunie  • iulie  • august  • septembrie  • octombrie  • noiembrie  • decembrie
14 ianuarie este a 14-a zi a calendarului gregorian. Mai sunt 351 de zile până la sfârșitul anului (352 de zile în anii bisecți).

## Evenimente

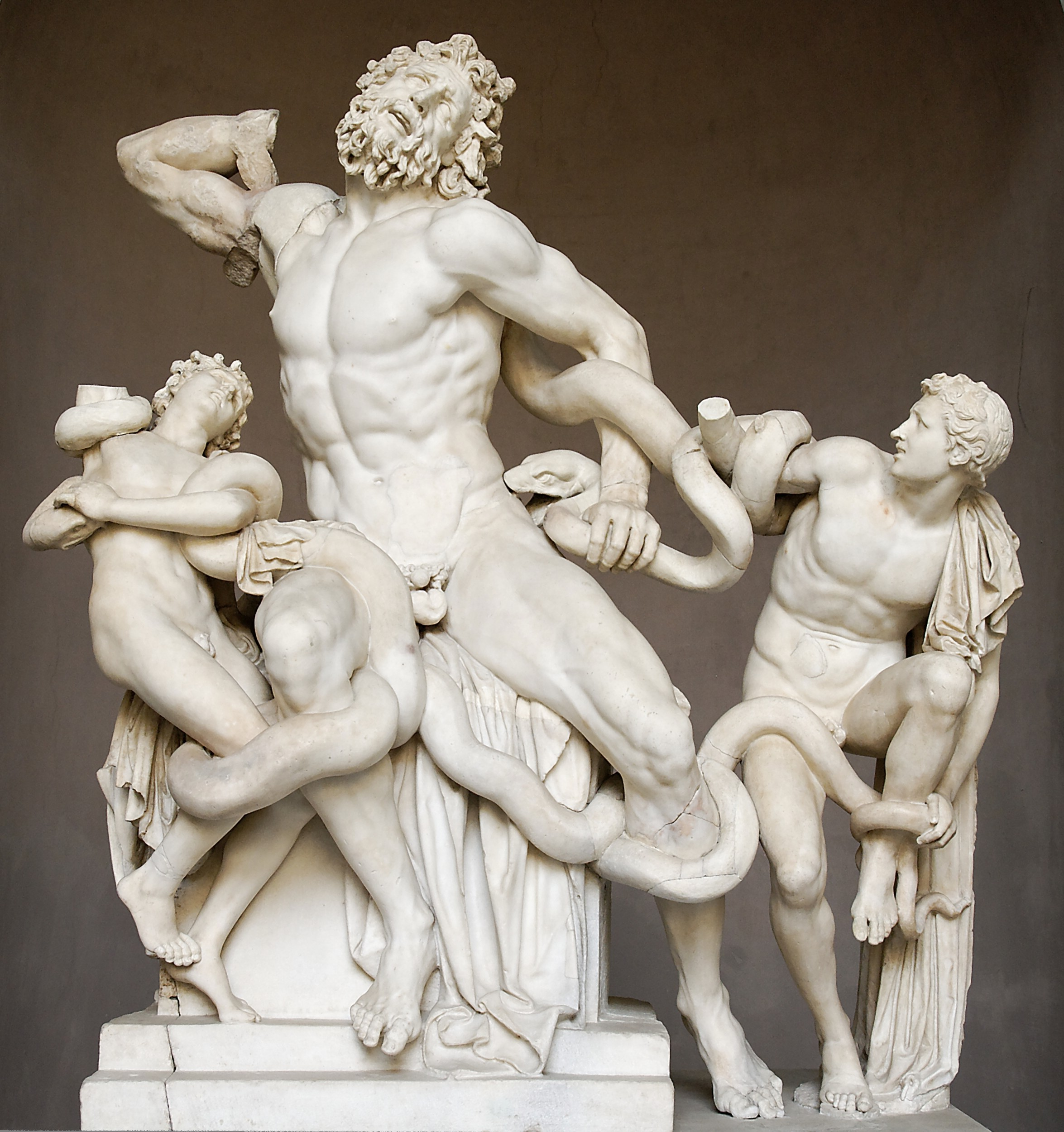
1506: A fost descoperită într-o podgorie apropiată de bazilica Santa Maria Maggiore din Roma, grupul statuar grec Laocoon și fiii săi, cu o înălțime de 2,42 de metri și executat din marmură albă, aparținând perioadei elenistice.

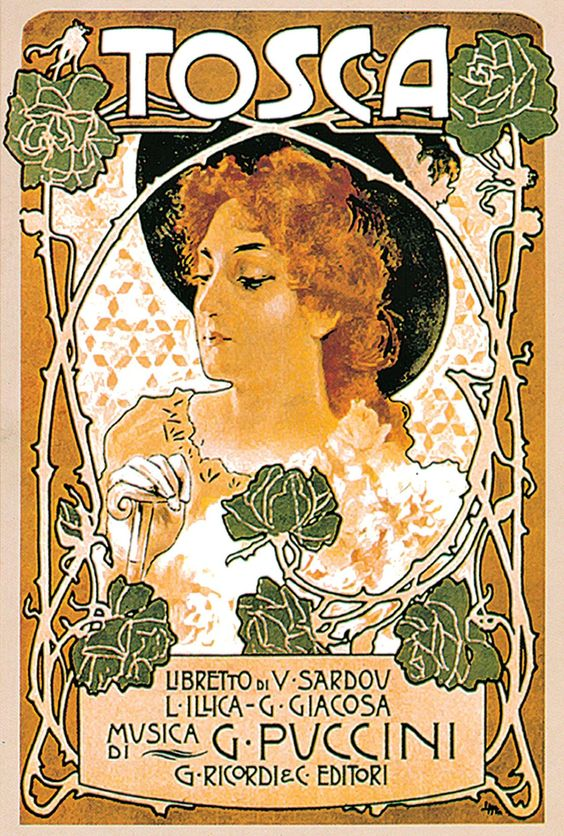
1900: Premiera, la Teatrul Constanzi din Roma a operei Tosca de Giacomo Puccini; în rolul titular Hariclea Darclée, celebra arie "Vissi d'arte, vissi d'amore" fiind compusă special pentru ea.

- 1301: Dinastia Árpád, domnitoare în Regatul Ungariei începând cu sfârșitul secolului al IX-lea, s-a stins odată cu moartea regelui Andrei al III-lea.[1]
- 1506: A fost descoperită într-o podgorie apropiată de bazilica Santa Maria Maggiore din Roma, grupul statuar grec Laocoon și fiii săi, cu o înălțime de 2,42 de metri și executat din marmură albă, aparținând perioadei elenistice.
- 1514: Papa Leon al X-lea emite o bulă papală împotriva sclaviei.
- 1539: Spania anexează Cuba.
- 1547: Ivan al IV-lea Cel Groaznic ia titlul de țar al Rusiei.
- 1557: Apare, la Brașov, "Octoihul", în limba slavonă, prima carte tipărită de diaconul Coresi.
- 1595: În lupta de la Putineiu, frații Buzești și Radu Calomfirescu, în fruntea unor detașamente ale oștii de țară, au înfrânt pe tătarii care invadasera țara.
- 1724: Regele Philip al V-lea al Spaniei abdică în favoarea fiului său cel mare, Ludovic, în vârstă de șaptesprezece ani, din motive încă supuse dezbaterii.
- 1814: Tratatul de la Kiel: Frederic al VI-lea al Danemarcei cedează Regatul Norvegiei lui Carol al XIII-lea al Suediei în schimbul Pomeraniei.[2]
- 1858: Napoleon al III-lea al Franței scapă de o tentativă de asasinat făcută de Felice Orsini și complicii săi la Paris.[3]
- 1895: Guvernul japonez anexează Arhipelagul Senkaku.
- 1900: Premiera, la Teatrul Constanzi din Roma a operei Tosca de Giacomo Puccini; în rolul titular Hariclea Darclée, celebra arie "Vissi d'arte, vissi d'amore" fiind compusă special pentru ea.
- 1911: Expediția lui Roald Amundsen la Polul Sud ajunge pe marginea de est a platformei de gheață Ross.[4]
- 1933: Se instalează guvernul național–țărănesc condus de Al Vaida–Voievod.
- 1953: Josip Broz Tito este ales primul președinte al Iugoslaviei.[5]
- 1954: Marilyn Monroe se căsătorește cu fostul star de baseball Joe DiMaggio. Biserica Catolică l-a excomunicat pe DiMaggio, divorțat, pentru bigamie.
- 1972: Urcă pe tron regina Margareta a II-a a Danemarcei, prima regină a Danemarcei din 1412 și primul monarh danez fără nume Frederic sau Christian din 1513.
- 1973: Concertul lui Elvis Presley din Hawaii este transmis în direct prin satelit și stabilește recordul ca cea mai urmărită emisiune de către un artist individual din istoria televiziunii americane.
- 1993: A apărut primul numar al revistei "Dilema", publicație editată de Fundația Culturală Română, avându-l ca editor-fondator pe Andrei Pleșu.
- 1999: A cincea mineriadă: Greva minerilor din Valea Jiului. Peste 10 000 de mineri își dau acordul în scris pentru a veni la București.
- 2004: Steagul cu cinci cruci a redevenit drapel național al Georgiei, după o pauză de aproximativ 500 de ani.
- 2005: Coborarea sondei Huygens pe Titan, cel mai important satelit al planetei Saturn.
- 2006: O explozie cauzată de acumularea de gaze a ucis șapte oameni la mina din Anina, România.
- 2024: Margareta a II-a a Danemarcei abdică în mod oficial din funcția de regină a Danemarcei la 52 de ani de la ascensiune, iar fiul său cel mare, Frederik, îi succede ca regele Frederik al X-lea.[6]

## Nașteri
- 1273: Ioana I de Navara, regină consort a Franței (d. 1305)
- 1507: Ecaterina de Habsburg, soția regelui Ioan al III-lea al Portugaliei (d. 1578)
- 1703: Pavel Nenadovici, episcop de Arad apoi mitropolit de Carloviț (d. 1768)
- 1767: Maria Theresa de Austria, regină a Saxoniei (d. 1827)
- 1819: Dimitrie Bolintineanu, poet român (d. 1872)

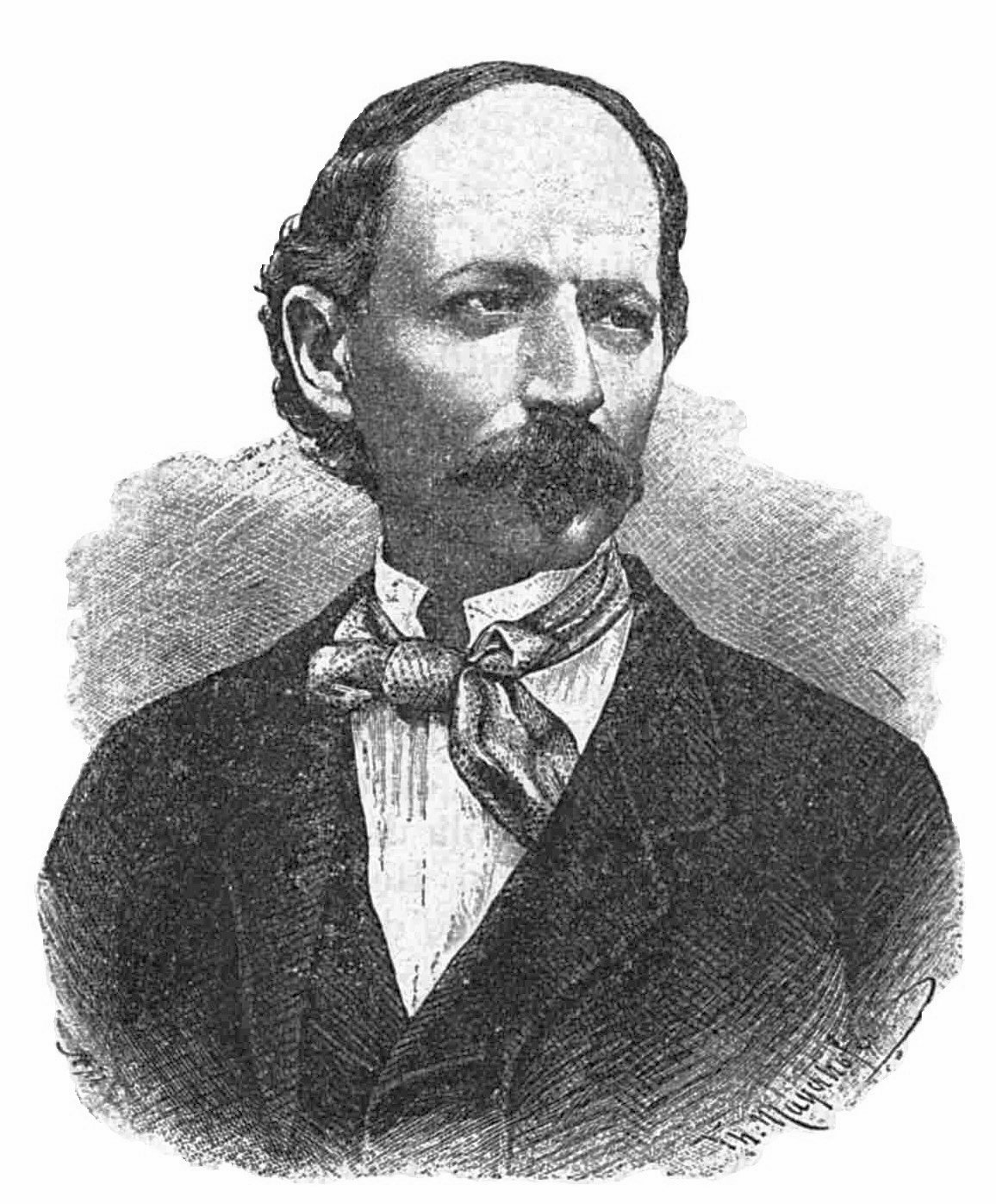
Dimitrie Bolintineanu, poet român
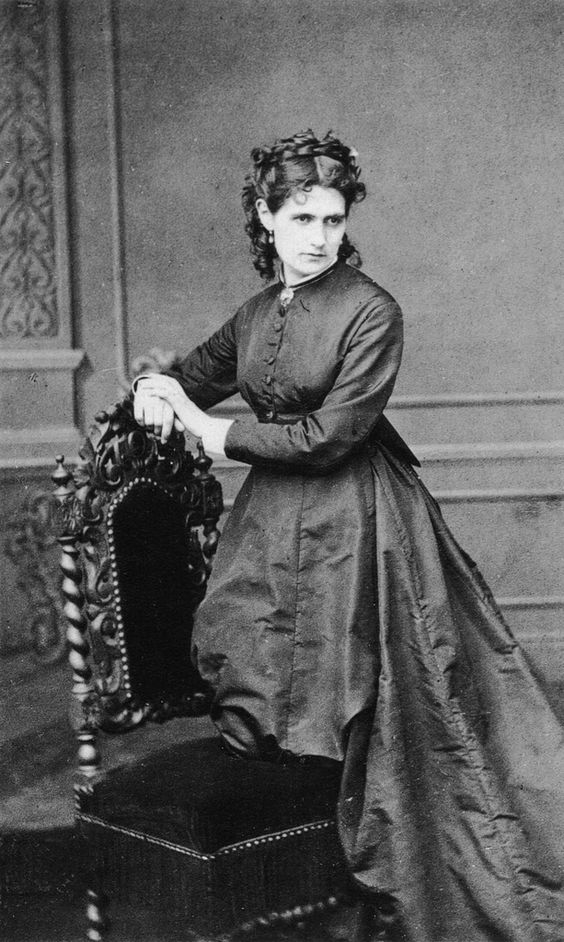
Berthe Morisot, pictoriță franceză
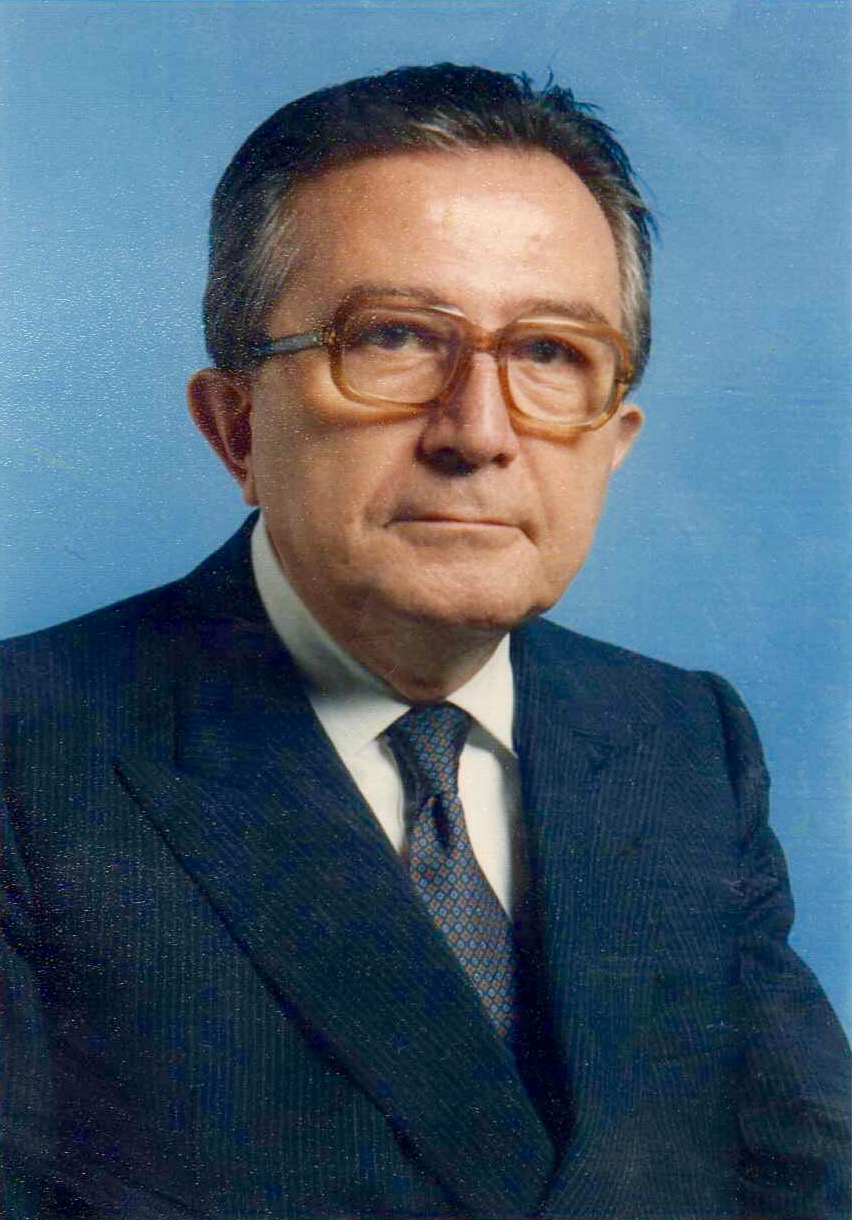
Giulio Andreotti, politician italian

- 1823: Carol al III-lea, Duce de Parma (d. 1854)
- 1831: George Victor, Prinț de Waldeck și Pyrmont (d. 1893)
- 1841: Berthe Morisot, pictoriță franceză, eleva lui Corot și Monet (d. 1895)
- 1850: Pierre Loti, scriitor francez (d. 1923)
- 1850: Marele Duce Alexei Alexandrovici al Rusiei (d. 1908)
- 1858: Eugenio Lucas Villaamil, pictor spaniol (d. 1918)
- 1882: Hendrik Willem van Loon, istoric și jurnalist american de origine neerlandeză (d. 1944)
- 1895: Suzanne Marwille, actriță și scenaristă cehă (d. 1962)
- 1896: John Roderigo Dos Passos, scriitor american (d. 1970)
- 1919: Giulio Andreotti, politician italian, prim-ministru al Italiei (d. 2013)

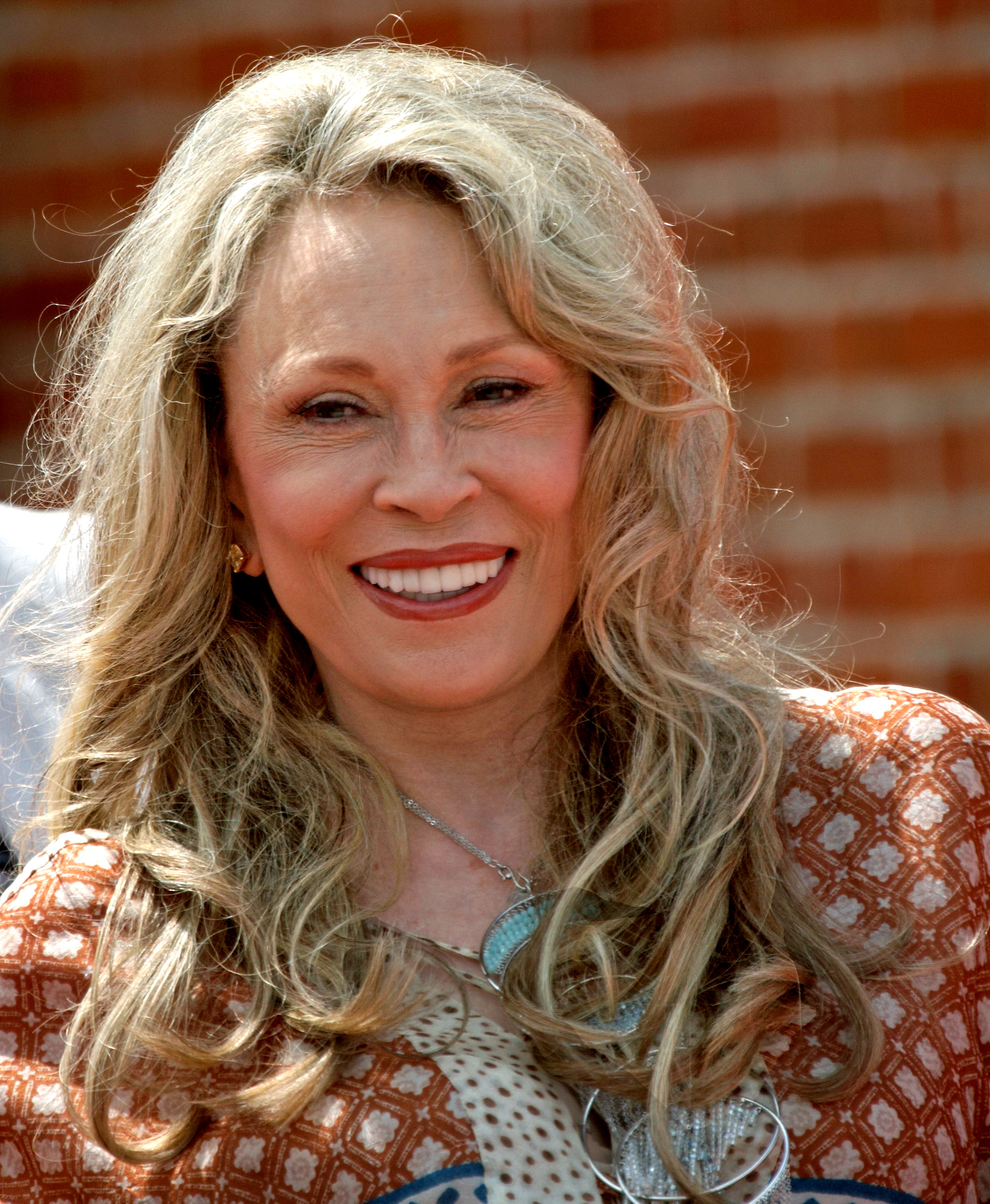
Faye Dunaway, actriță americană
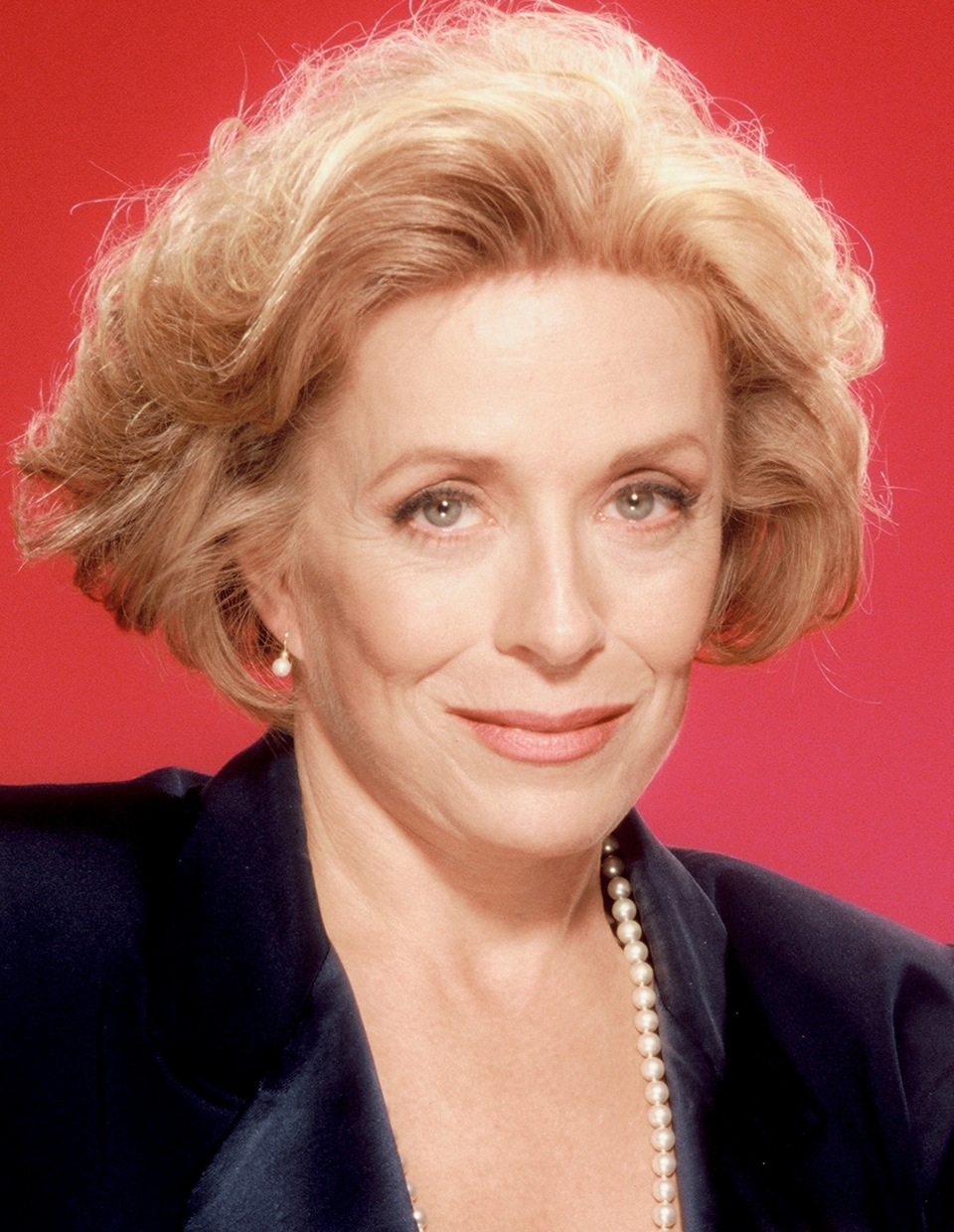
Holland Taylor, actriță americană
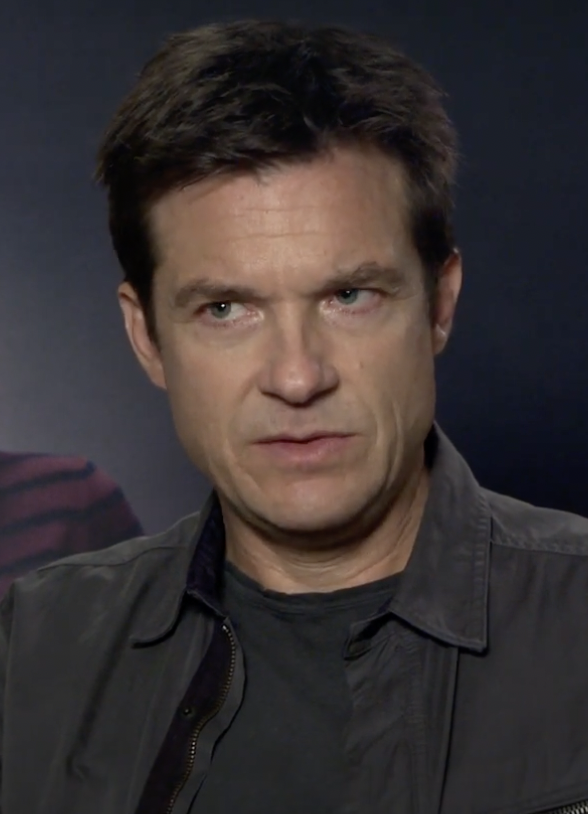
Jason Bateman, actor american

- 1925: Yukio Mishima, scriitor japonez (d. 1970)
- 1929: Aleksandar Petrović, regizor iugoslav/sârb de film (d. 1994)
- 1939: Maria Amarghioalei, cântăreață și dansatoare română, cunoscută sub numele Naarghita (d. 2013)
- 1941: Faye Dunaway, actriță americană
- 1943: Mariss Jansons,  dirijor leton (d. 2019)
- 1943: Holland Taylor, actriță americană
- 1948: Carl Weathers, actor american (d. 2024)
- 1952: Călin Popescu Tăriceanu, politician român
- 1953: Victor Socaciu, solist vocal folk–pop, instrumentist român (d. 2021)
- 1962: Andrei Gheorghe, prezentator, realizator de emisiuni de radio și televiziune din România (d. 2018)
- 1966: Marco Hietala, bassist al formației metal finlandeze Nightwish
- 1967: Emily Watson, actriță engleză
- 1968: LL Cool J, rapper, actor american
- 1969: Jason Bateman, actor american
- 1973: Giancarlo Fisichella, pilot de curse italian
- 1978: Costi Ioniță, cântăreț român de manele
- 2001: Valentin Paret-Peintre, ciclist francez

## Decese
- 1301: Andrei al III-lea al Ungariei (n. 1265)
- 1527: Ștefăniță, domn al Moldovei, nepot al lui Ștefan cel Mare (n. 1506)
- 1664: Françoise Madeleine d'Orléans (n. 1648)
- 1729: Johann Wilhelm al III-lea, Duce de Saxa-Eisenach (n. 1666)
- 1742: Edmond Halley, astronom englez (n. 1656)
- 1753: George Berkeley, episcop irlandez (n. 1685)

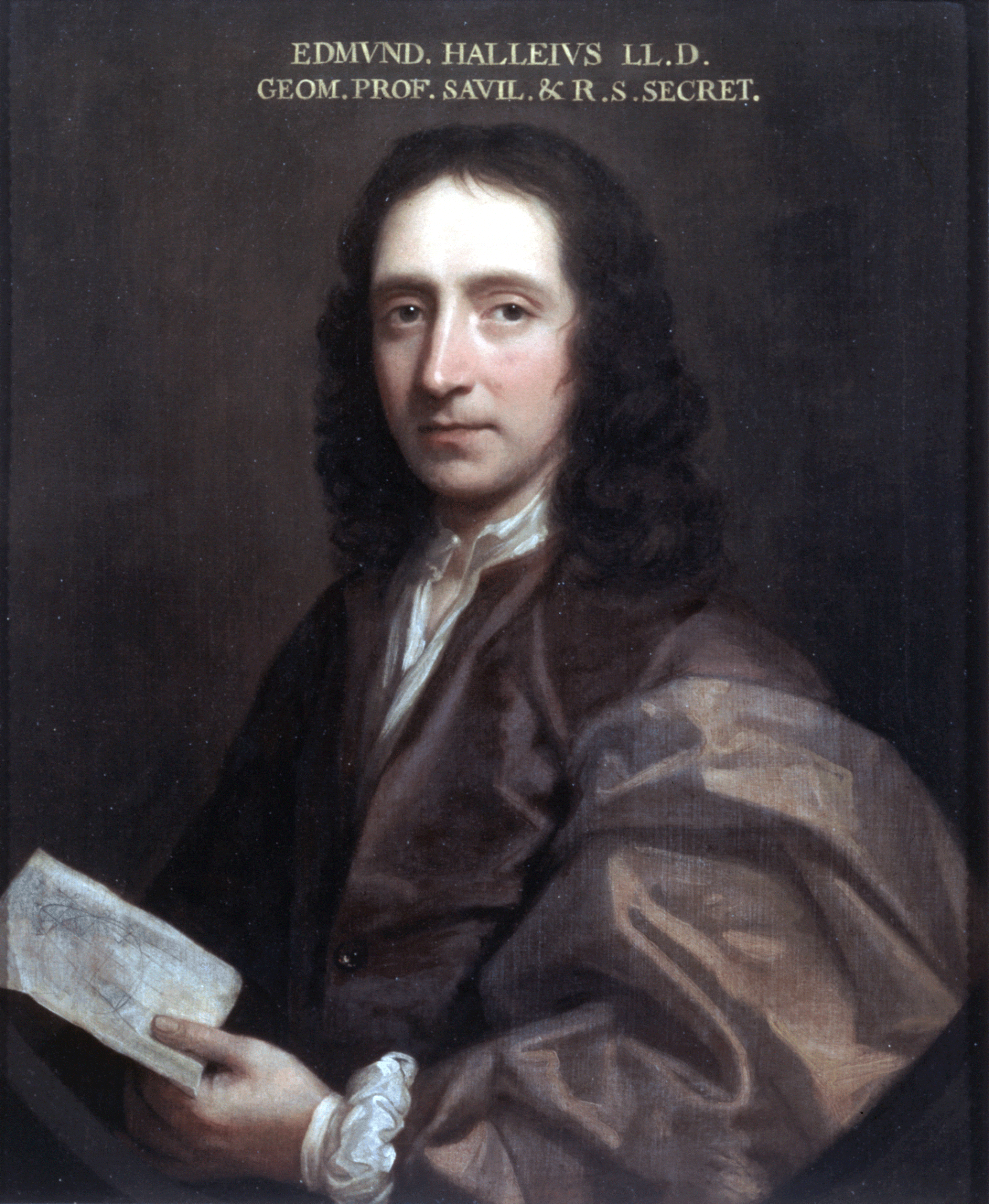
Edmond Halley, astronom englez
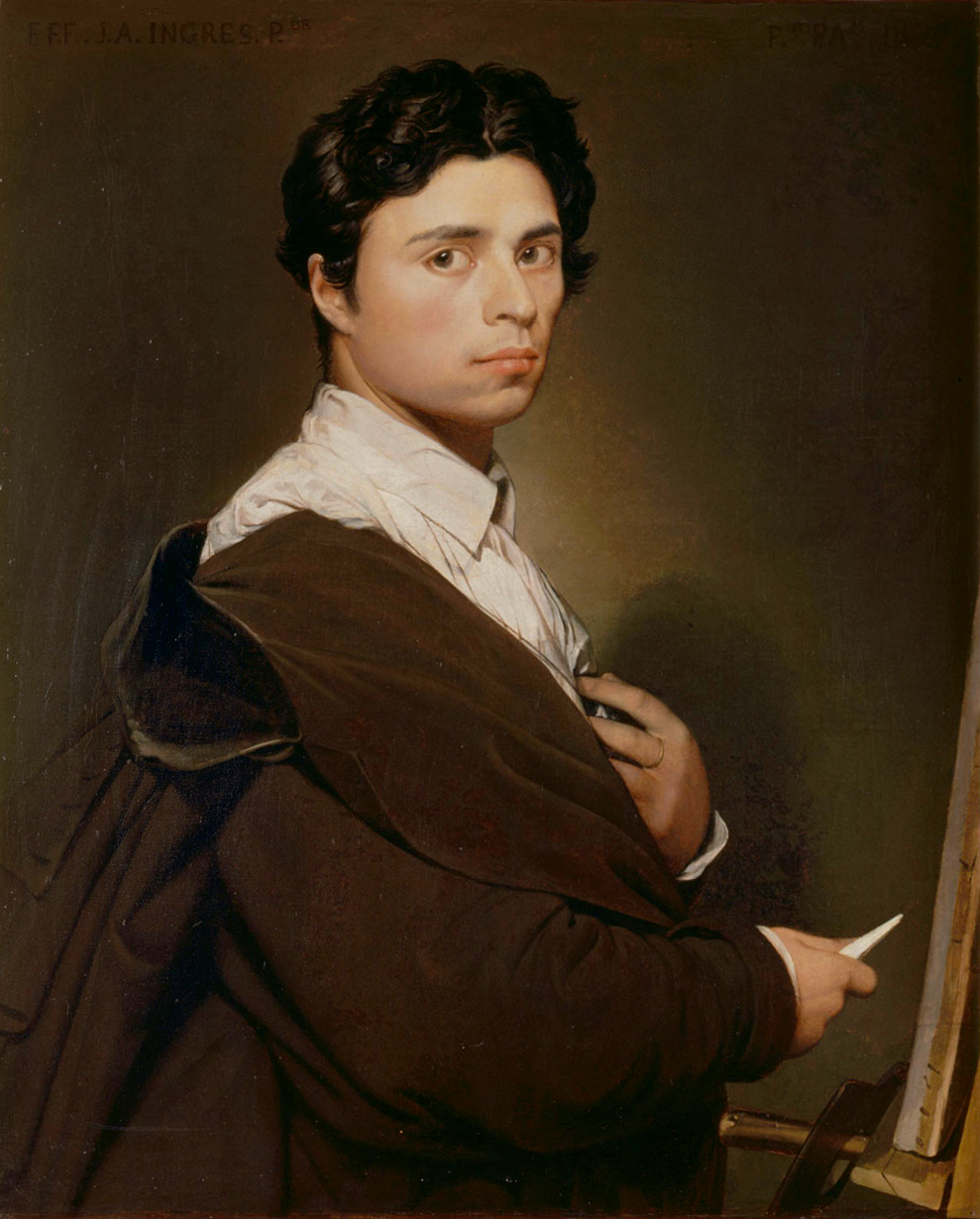
Jean Auguste Ingres, pictor francez
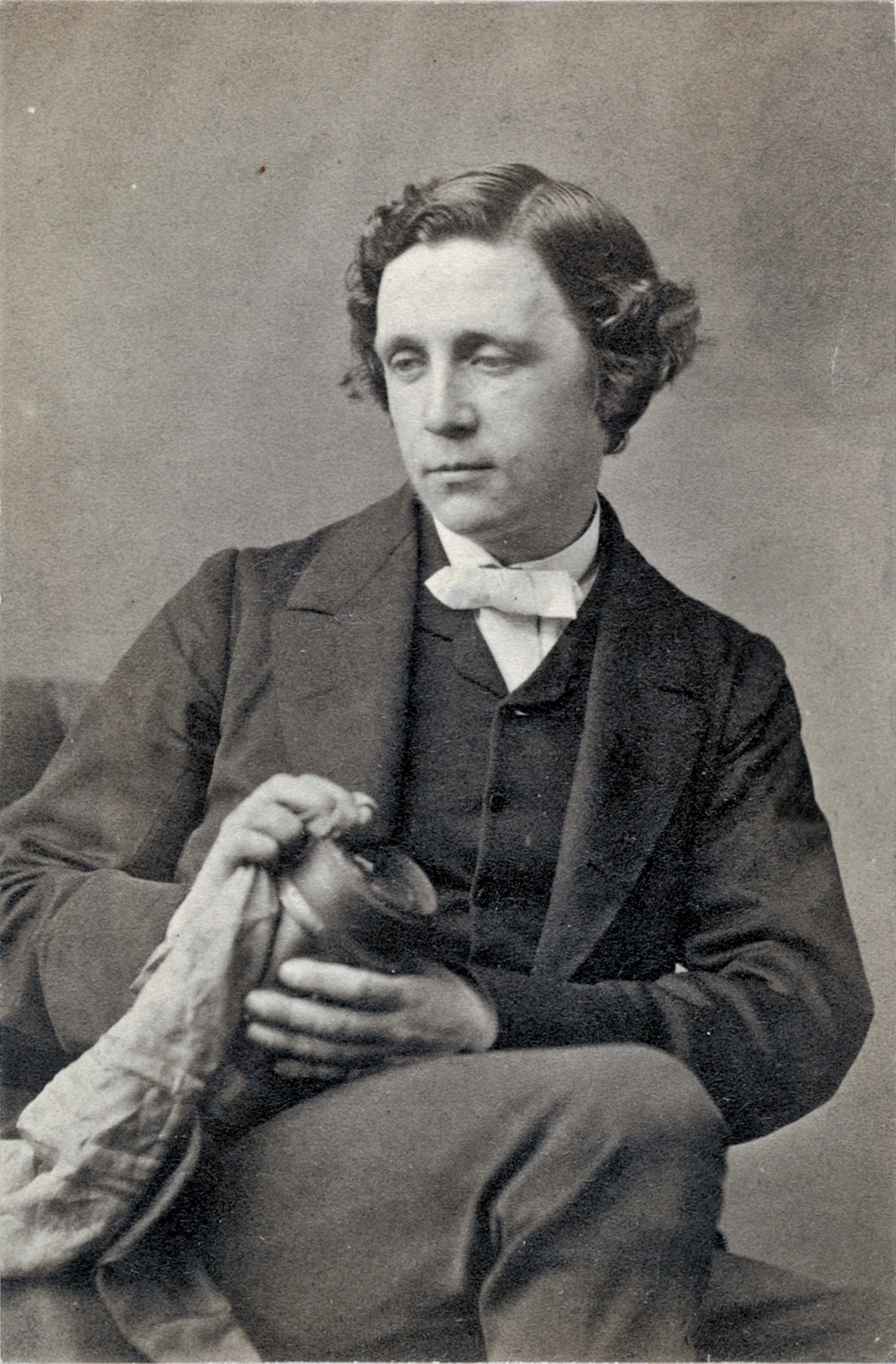
Lewis Carroll, scriitor și matematician englez

- 1772: Prințesa Mary a Marii Britanii, Contesă de Hesse-Cassel (n. 1723)
- 1820: Prințesa Wilhelmina Caroline a Danemarcei și Norvegiei, Electoare de Hesse-Kassel (n. 1747)
- 1861: Prințesa Maria Carolina de Bourbon-Două Sicilii, Contesă de Montemolín (n. 1820)
- 1867: Jean Auguste Dominique Ingres, pictor francez (n. 1780)
- 1879: Prințul Henric al Țărilor de Jos (n. 1820)
- 1880: Frederic al VIII-lea, Duce de Schleswig-Holstein (n. 1829)
- 1887: Friedrich von Amerling, pictor austriac (n. 1803)
- 1898: Lewis Carroll, scriitor și matematician englez (n. 1832)
- 1905: Ernst Karl Abbe, fizician german (n. 1840)
- 1910: Jacob Volhard, chimist german (n. 1834)
- 1934: Ioan Cantacuzino, medic și bacteriolog român (n. 1863)

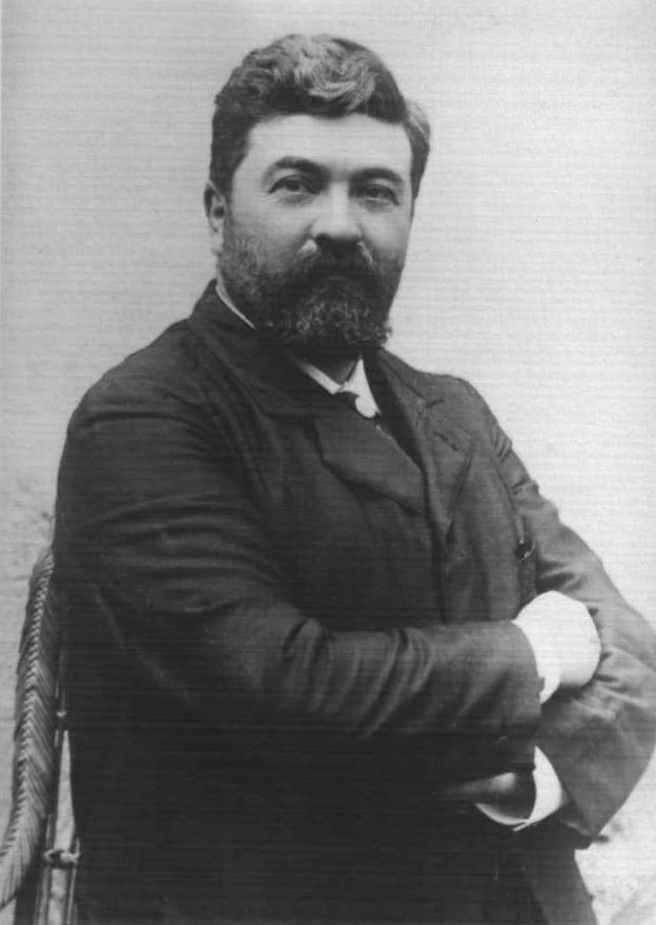
Ioan Cantacuzino, medic și bacteriolog român
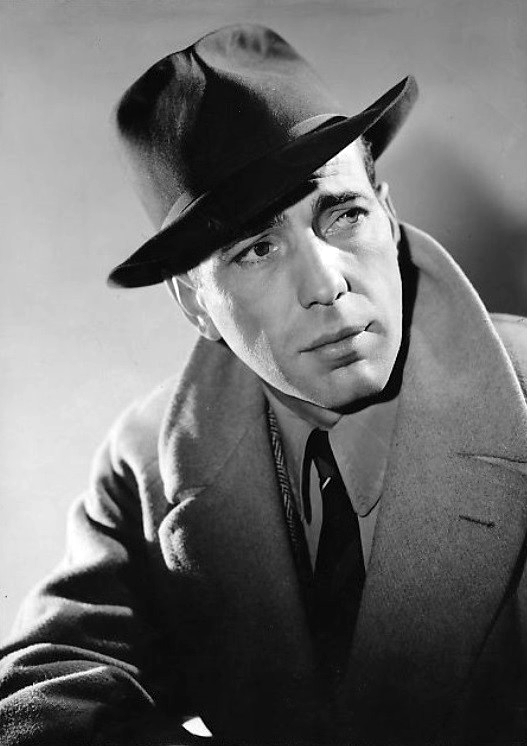
Humphrey Bogart, actor american
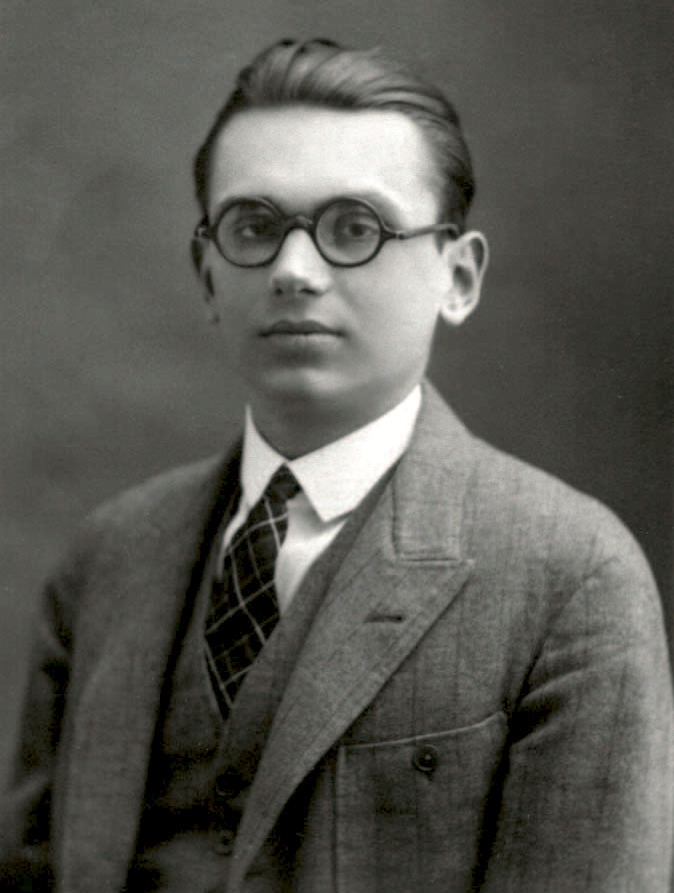
Kurt Gödel, matematician, logician, filosof austriac

- 1939: Prințul Valdemar al Danemarcei (n. 1858)
- 1955: Maurice Dufrêne, artist decorativ francez (n. 1876)
- 1957: Humphrey Bogart, actor american (n. 1899)
- 1962: Suzanne Marwille, actriță și scenaristă cehă (n. 1895)
- 1972: Regele Frederick al IX-lea al Danemarcei (n. 1899)
- 1977: Ermil Gheorghiu, general aviator român (n. 1896)
- 1978: Kurt Gödel, matematician, logician, filosof austriac (n. 1906)
- 1999: Jerzy Grotowski, regizor, teoretician al teatrului, pedagog polonez (n. 1933)
- 2006: Shelley Winters, actriță americană (n. 1920)
- 2008: Barbu Brezianu, istoric și critic de artă, poet, traducător român (n. 1909)
- 2012: Mircea Ciumara, fost ministru de finanțe (n. 1943)
- 2013: Conrad Bain, actor american (n. 1924)
- 2015: Valentin Nicolau, geofizician, scriitor și antreprenor român, fost director al Televiziunii Române (n. 1961)
- 2016: Alan Rickman, actor britanic  (n. 1946)

## Sărbători
- Odovania Praznicului Botezului Domnului (calendar crestin-ortodox)
- Sf. Cuv. Mucenici din Sinai si Rait (calendar crestin-ortodox, greco-catolic)
- Sf. Nina (calendar crestin-ortodox)
- Tăierea împrejur cea dupa trup a Domnului (calendar crestin-ortodox de stil vechi)
- Sf. Ier. Vasile cel Mare (calendar crestin-ortodox de stil vechi)
- Sf. Felix de Nola, preot și martir (calendar romano-catolic)
- Sf. Bianca, regina (calendar romano-catolic)
- Încheierea Sarb. Botezului Domnului (calendar greco-catolic)

- India: Festivalul Zmeelor ("Makar Sankranti" sau "Uttarayani")
- Italia: Spectacolul Nunților